# Buire-au-Bois
Buire-au-Bois ist eine französische Gemeinde mit 238 Einwohnern (Stand 1. Januar 2022) im Département Pas-de-Calais in der Region Hauts-de-France. Sie gehört zum Arrondissement Arras, zum Kanton Auxi-le-Château und zum Kommunalverband Ternois.

## Lage
Die Gemeinde Buire-au-Bois liegt auf einem Plateau zwischen den Flüssen Canche und Authie, 45 Kilometer westlich von Arras. Nachbargemeinden von Buire-au-Bois sind Fillièvres im Norden, Rougefay im Nordosten, Boffles im Osten, Nœux-lès-Auxi im Südosten, Auxi-le-Château im Südwesten, Vaulx im Westen sowie Haravesnes im Westen.

## Bevölkerungsentwicklung
| Jahr                       | 1962 | 1968 | 1975 | 1982 | 1990 | 1999 | 2006 | 2012 | 2022 |
| -------------------------- | ---- | ---- | ---- | ---- | ---- | ---- | ---- | ---- | ---- |
| Einwohner                  | 345  | 308  | 272  | 244  | 225  | 210  | 203  | 219  | 238  |
| Quellen: Cassini und INSEE |      |      |      |      |      |      |      |      |      |

## Sehenswürdigkeiten

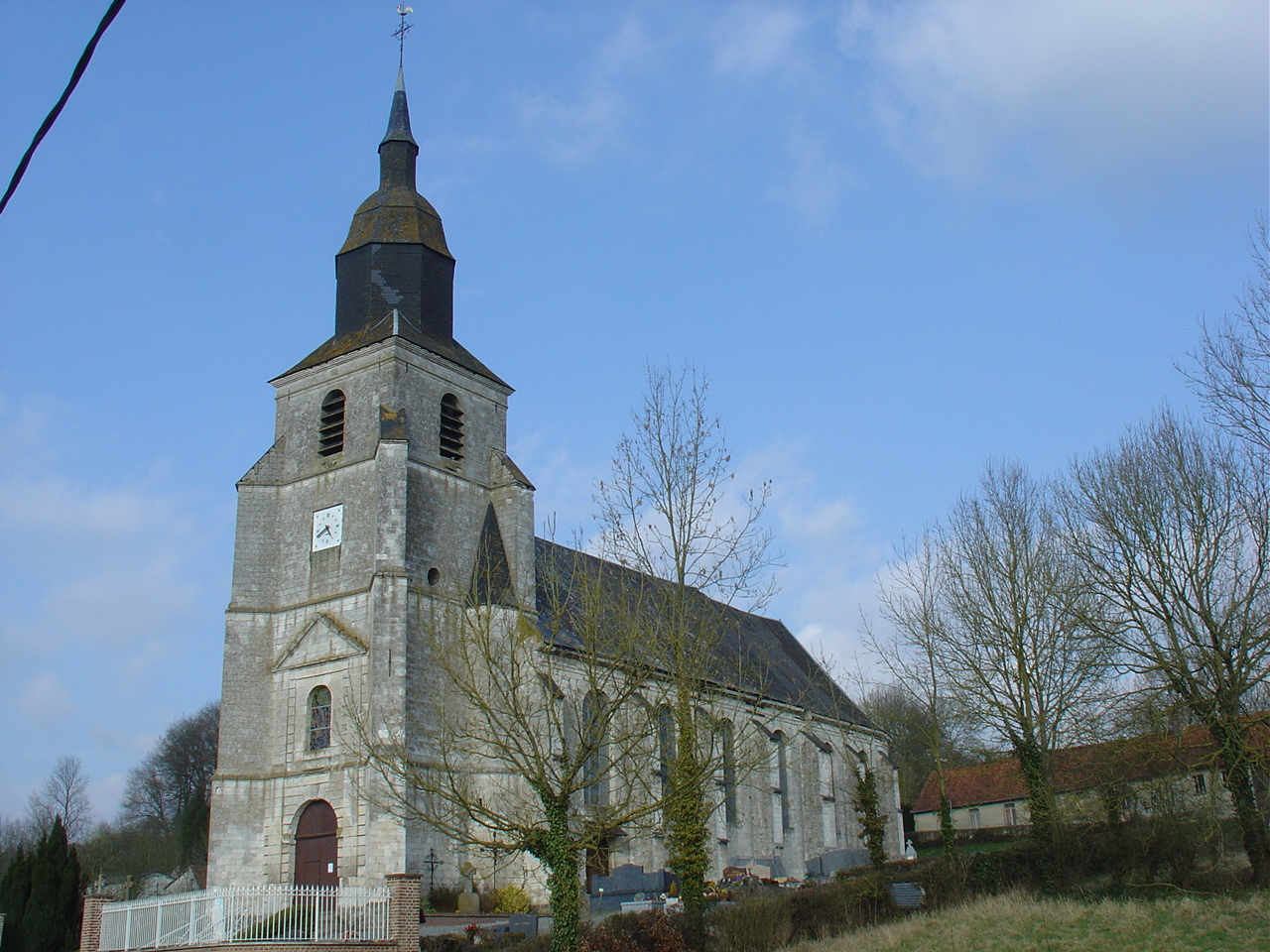
Kirche Notre-Dame

- Kirche Notre-Dame